# Décès en mai 1961
Décès
- 1957
- 1958
- 1959
- 1960
- 1961
- 1962
- 1963
- 1964
- 1965

Pour une information complémentaire, voir la page d'aide.

| Date   | Nom               | Pays                 | Activités                                    | Âge | Source |
| ------ | ----------------- | -------------------- | -------------------------------------------- | --- | ------ |
| 10 mai | Maurice Guillaume | Drapeau de la France | Militaire et directeur de journaux français. | 75  |        |